# Martin Johnson Heade

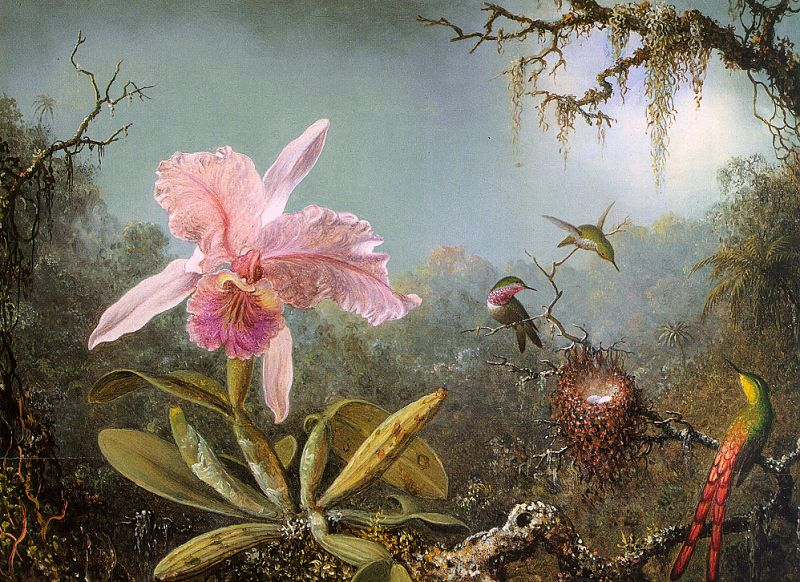
Cattelya Orchid and Three Brazilian Hummingbirds

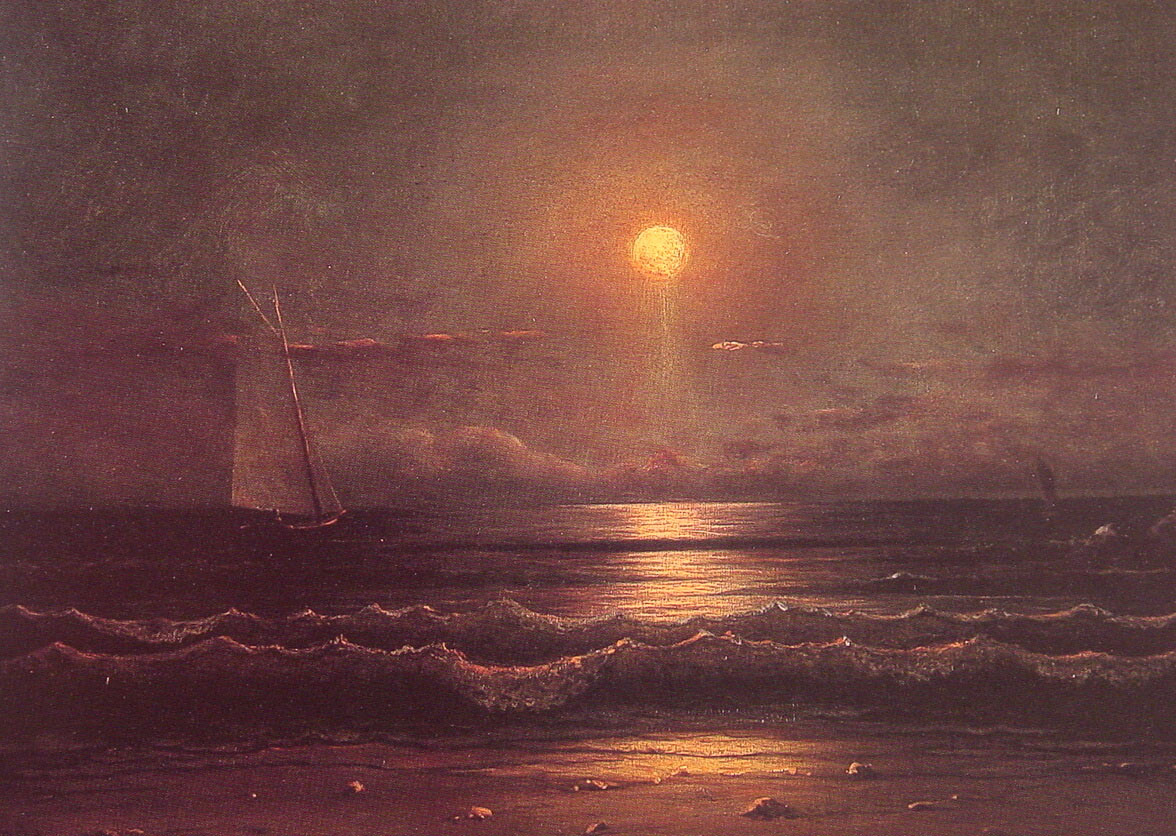
Sailing by Moonlight

Martin Johnson Heade (ur. 11 sierpnia 1819, zm. 4 września 1904) – amerykański malarz, naturalista i romantyk. Malował pejzaże, portrety, martwe natury, obrazy ptaków i egzotycznych roślin, przez krytyków zaliczany do Hudson River School.
Urodził się na farmie pod Lumberville w Pensylwanii w rodzinie prostego rolnika. Nigdy nie skończył uczelni artystycznej, był jedynie uczniem malarza Edwarda Hicksa (1780-1849). Wzorem innych artystów XIX w. odbył dwuletnią podróż po Europie, po powrocie do Ameryki wielokrotnie zmieniał miejsce zamieszkania, by osiąść w 1859 w Nowym Jorku. Pierwszą wystawę miał w 1841 w Pensylwańskiej Akademii Sztuk Pięknych, regularnie zaczął wystawiać od 1848 r. Pod koniec lat 50. XIX pod wpływem przyjaciela Frederica Edwina Churcha Heade zainteresował się pejzażem, podróżował po Ameryce tworząc obrazy w stylu Hudson River School. W latach 1863–1864 przebywał w Brazylii przygotowując ilustracje do nigdy nie wydanej książki. W 1866 odbył podróż do Nikaragui, a w 1870 do Kolumbii, Panamy i na Jamajkę. Malował w tym okresie egzotyczne rośliny (storczyki, orchidee), ptaki (kolibry) i okazjonalnie tropikalne krajobrazy. W 1883 osiadł w Saint Augustine na Florydzie i założył rodzinę, malował miejscowe krajobrazy, interesował się też martwą naturą.
Martin Heade za życia nigdy nie zdobył popularności, po śmierci przez 40 lat był zupełnie zapomniany. Dopiero w 1944 r. po wystawie Romantic Painting in America w Museum of Modern Art w Nowym Jorku rozpoczęto poszukiwania dorobku artysty. Jego obrazy osiągnęły zawrotne ceny, np. obraz Magnolias on Gold Velvet Cloth, który przez pół wieku maskował dziurę w ścianie prywatnej rezydencji, Museum of Fine Arts w Houston zakupiło w 1999 roku za 1 250 000 dolarów.